# Vol Pan Am 73
Le vol Pan Am 73 était un vol régulier de la compagnie aérienne américaine Pan American World Airways victime d'une prise d'otages le 5 septembre 1986 sur la piste de l'aéroport international Jinnah à Karachi au Pakistan. L'appareil, un Boeing 747-121, arrivait de l'aéroport international Sahar en Inde et se préparait à décoller pour l'aéroport de Francfort-sur-le-Main quand il est attaqué par quatre terroristes palestiniens du Fatah-Conseil révolutionnaire.
Vingt passagers, sur les 379 occupants de l'appareil (360 passagers et 19 membres d'équipage), sont tués pendant la prise d'otages. La vingt-et-unième victime est l'hôtesse de l'air Neerja Bhanot, qui avait caché les passeports des passagers américains que les terroristes voulaient cibler en priorité, puis qui ouvrit une issue de secours au moment de la fusillade finale,.

## Au cinéma
Le film indien de Bollywood intitulé Neerja, basé sur cette prise d'otage, est sorti en 2016.